# Mansueto (nome)
Mansueto  è un nome proprio di persona italiano maschile.

## Varianti
- Femminili: Mansueta[2][3]

## Origine e diffusione
Deriva dal latino Mansuetus che, tratto dall'omonimo aggettivo, significa per l'appunto "mansueto", "mite", "tranquillo". Dal punto di vista semantico, è quindi analogo ai nomi Tranquillo, Pacifico e Quieto.
Per quanto riguarda la diffusione, si tratta di un nome di matrice devozionale cristiana, diffusosi anche grazie al culto di alcuni santi così chiamati, in alcuni casi anche con significato augurale. È attestato prevalentemente in Lombardia e, secondariamente, anche in Toscana.

## Onomastico
L'onomastico può essere festeggiato in memoria di più santi, alle date seguenti:
- 19 febbraio, san Mansueto Savelli, confessore e vescovo di Milano[4]
- 3 settembre, san Mansueto, vescovo di Toul[4]
- 6 settembre, san Mansueto, vescovo e martire in Africa con altri compagni sotto Unerico[4]
- 28 novembre, san Mansueto, vescovo di Urusi e martire in Africa con san Papiniano sotto Genserico[4]
- 30 dicembre, san Mansueto, martire con altri compagni ad Alessandria d'Egitto[5]

## Persone
- Mansueto di Toul, vescovo e santo francese
- Mansueto Bianchi, vescovo cattolico italiano
- Mansueto Gaudio, cantante lirico italiano
- Mansueto Merati, vescovo cattolico italiano
- Mansueto Savelli, arcivescovo e santo italiano
- Mansueto Viezzer, compositore italiano

## Il nome nelle arti
- Nel film L'armata Brancaleone è il nome dato dal monaco Zenone ad Abacuc, ebreo, dopo il battesimo cristiano, perché nel giorno si ricorreva la memoria di san Mansueto.